# Alfred von Schlieffen

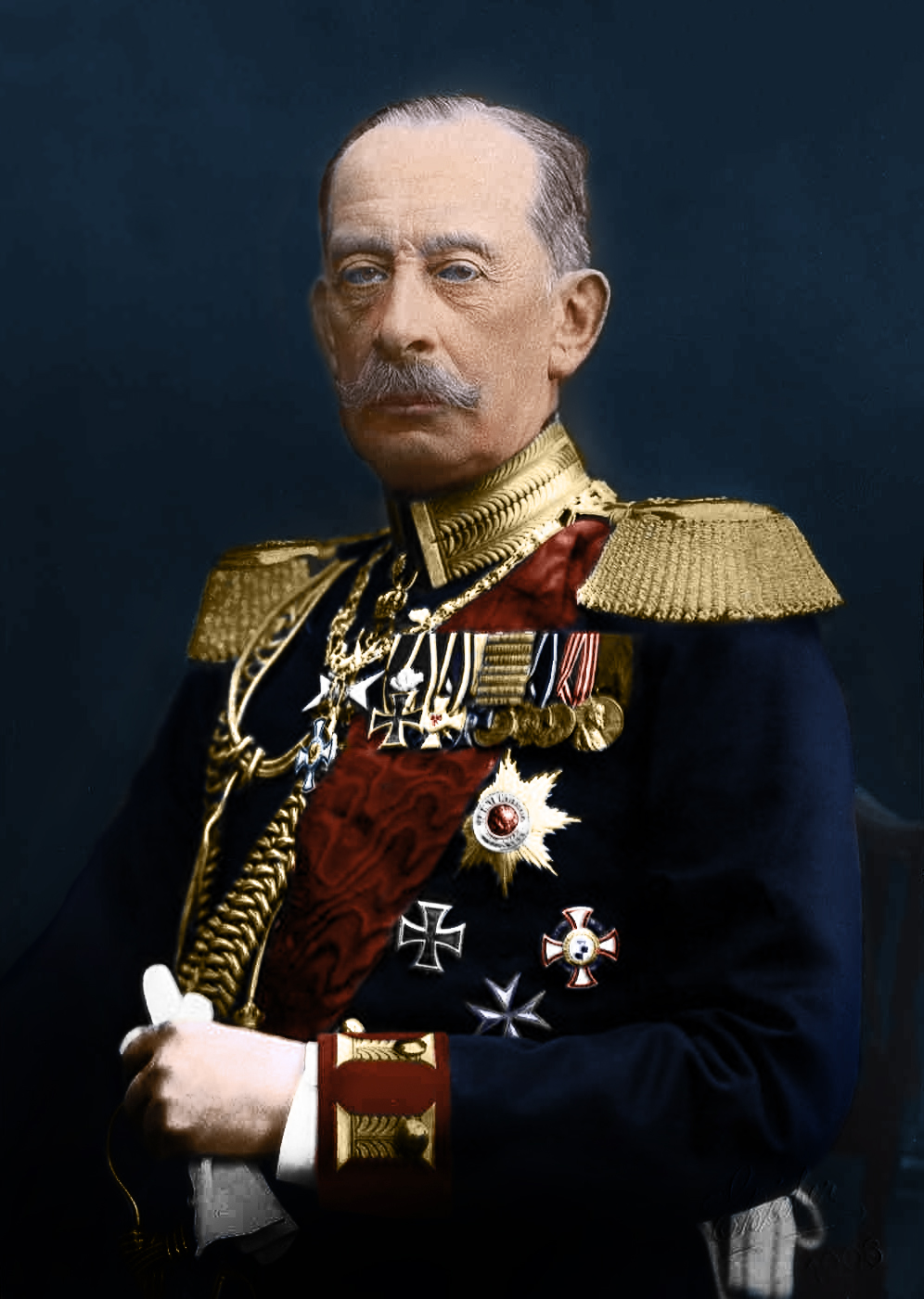
Alfred von Schlieffen, 1890

Alfred Graf von Schlieffen, thường được gọi là Bá tước Schlieffen (phát âm tiếng Đức: [ˈʃliːfən]; 28 tháng 2 năm 1833 – 4 tháng 1 năm 1913) là một Thống chế Đức, đồng thời là nhà chiến lược nổi tiếng nhất và gây tranh cãi nhất trong thời đại của ông. Từng tham gia trong các cuộc chiến tranh thống nhất nước Đức, ông là Tổng tham mưu trưởng quân đội Đức từ năm 1891 cho đến năm 1906. Tên tuổi ông gắn liền với Kế hoạch Schlieffen năm 1905, một kế hoạch chiến lược để giành chiến thắng trong một cuộc chiến tranh hai mặt trận chống lại Đế quốc Nga ở phía đông và Đệ tam Cộng hòa Pháp ở phía tây.

## Tiểu sử
Schlieffen sinh ra tại đô thành Berlin vào ngày 28 tháng 2 năm 1833, là con trai của một sĩ quan quân đội Phổ, có nguồn gốc từ một gia đình quý tộc Phổ lâu đời. Thuở nhỏ, ông sống với cha mình, Thiếu tá Magnus Von Schlieffen, ở điền trang của họ tại tỉnh Schlesien. Không lâu sau đó, Alfred Von Schlieffen đi học vào năm 1842. Lớn lên, Schlieffen không có hứng với ngành quân đội và ông không theo học các trường thiếu sinh quân truyền thống của Phổ. Thay vì đó, ông học về luật tại Trường Đại học Berlin. Trong khi học luật, ông được tuyển vào quân đội năm 1853 để thực hiện nghĩa vụ quân sự bắt buộc trong vòng 1 năm. Sau khi 1 năm trôi qua, thay vì gia nhập lực lượng trừ bị, ông được chọn làm một ứng cử viên sĩ quan. Từ đây, ông khởi đầu một sự nghiệp quân sự lâu dài, phục vụ qua các cấp bậc quân đội với thời gian là 53 năm.
Giữa lúc Schlieffen còn phục vụ trong quân đội, ông lấy vợ và lập gia đình. Ông kết hôn với em họ ông là Nữ Bá tước Anna Schlieffen vào năm 1868. Họ có một đứa con khỏe mạnh. Tuy nhiên, sau khi người con thứ hai của họ ra đời, Anna mất. Kể từ sau cái chết của vợ mình, Schlieffen tập trung hoàn toàn tâm trí của mình vào việc tham gia quân đội.

## Phục vụ quân đội
Được sự tiến cử của các chỉ huy của mình, Schlieffen vào học Trường Chiến tranh Berlin năm 1858 ở độ tuổi, trẻ hơn rõ rệt so với những người khác. Ông tốt nghiệp với điểm cao vào năm 1861, và nhờ đó ông trở thành một sĩ quan trong Bộ Tổng tham mưu. Vào năm 1862, ông được đưa vào Cục Đo đạc địa hình của Bộ Tổng tham mưu, và thời gian làm việc trong cục đã đem lại cho ông kiến thức về địa lý, tạo điều kiện cho ông soạn thảo Kế hoạch Schlieffen về sau này. Đến năm 1865, ông được chuyển vào thẳng Bộ Tổng tham mưu, dù rằng ông chỉ đóng một vai trò nhỏ. Ông tham gia chiến tranh lần đầu tiên với cương vị là sĩ quan tham mưu trong Quân đoàn Kỵ binh Phổ tại Trận Königgrätz trong cuộc Chiến tranh Áo-Phổ vào năm 1866. Chiến thuật "bao vây tiêu diệt" được triển khai trong trận chiến này về sau sẽ được áp dụng trong Kế hoạch Schlieffen của ông. Trong cuộc Chiến tranh Pháp-Đức (1870 – 1871), ông chỉ huy một đội quân nhỏ ở thung lũng sông Loire, chiến đấu với quân Pháp trong cái sẽ được biết đến như một trong những chiến dịch khó nhọc nhất của quân đội Phổ. Tại Pháp, Đại Công tước Friedrich I xứ Baden đã phong cho ông quân hàm Thiếu tá và giao cho ông đứng đầu Khoa lịch sử quân sự của Bộ Tổng tham mưu Phổ. Sau những năm làm việc với Helmuth von Moltke Nhỏ và Alfred von Waldersee, vào ngày 4 tháng 12 năm 1886, ông được lên quân hàm Thiếu tướng, và không lâu sau đó, khi Moltke nghỉ hưu, ông thay thế ông này làm Phó Tổng tham mưu trưởng của Waldersee. Chẳng bấy lâu sau, ông trở thành Tướng hậu cần, sau đó là Trung tướng vào ngày 4 tháng 12 năm 1888 rồi cuối cùng là Thượng tướng Kỵ binh Đức vào ngày 27 tháng 1 năm 1893. Sau gần 53 năm phục vụ trong quân ngũ, Alfred Von Schlieffen đã về hưu vào Tết Dương lịch năm 1906. Ông từ trần vào ngày 4 tháng 1 năm 1913, đúng 19 tháng trước khi cuộc Chiến tranh thế giới thứ nhất bùng nổ. Những lời nói cuối cùng của ông được cho là: "Hãy nhớ: giữa cho cánh phải thật mạnh."

## Kế hoạch Schlieffen

Kế hoạch Schlieffen

Vào năm 1894, Schlieffen nảy ra một kế hoạch chiến lược để thực hiện một đòn đánh mạnh vào Lorraine. Kế hoạch đã được sửa đổi vào năm 1897, thành một phiên bản phức tạp và đồ sộ của trận hợp vây do Moltke Lớn thực hiện ở Sedan năm 1870. Đây là ý niệm đầu tiên của Kế hoạch Schlieffen. Ông đã đề ra ý tưởng tiến quân qua miền Bắc nước Pháp và hạ gục quân đội Pháp bằng việc tiến hành một chuyển động vòng. Schlieffen được biết đến vì đã thay đổi và điều chỉnh các kế hoạch của mình; hầu như năm nào ông cũng sửa đổi cho đến khi bản kế hoạch cuối cùng được công bố.
Trước tình hình nước Đức chẳng bao lâu sau sẽ rơi vào tình trang chiến tranh, Schlieffen có trách nhiệm chuẩn bị cho đất nước bước vào một cuộc chiến. Schlieffen hiểu rằng nếu Pháp và Nga liên minh với nhau, họ sẽ dễ dàng đè bẹp nước Đức. Vì thế, vào năm 1905, ông vạch ra Kế hoạch Schlieffen. Kế hoạch này giúp cho Đức khỏi phải chiến đấu trong một cuộc chiến tranh hai mặt trận chống lại liên minh Pháp - Nga. Kế hoạch Schlieffen sẽ triển khai phương thức Blitzkrieg—chiến tranh chớp nhoáng—để nhanh chóng đánh bại Pháp. Biết rằng người Pháp thực hiện một chiến lược phòng ngự, Alfred Von Schlieffen đã đề xuất một kế hoạch theo đó Đức đã xua quân qua nước Bỉ, Hà Lan trung lập và miền Bắc Pháp. Trong khi chỉ sử dụng tối thiểu binh lực của mình để cầm chân các lực lượng Nga trên Mặt trận phía Đông, Đức sẽ cho quân tấn công Pháp và đánh bại họ bằng cách thực hiện một vận động bọc sườn quy mô lớn, bằng cách buộc Pháp phải vừa chiến đấu vừa rút lui về phía nam, hoặc là buộc quân Pháp phải rút chạy vào Thụy Sĩ. Sau đó, Đức có thể chuyển đại đa số binh lực của mình tới Mặt trận phía Tây để đánh nhau với Nga. Bằng một cuộc tấn công bọc sườn Pháp, kế hoạch sẽ giúp cho nước Đức giảm tổn thất đáng kể trong chiến tranh, và giành thế thượng phong trước Pháp.
Vào tháng 8 năm 1905, Schlieffen bị một con ngựa cưỡi của mình đá trong một buổi sáng, khiến ông không thể tiếp tục thực hiện trách nhiệm của ông. Trong thời gian nghỉ dưỡng của mình, Schlieffen, giờ đây đã 72 tuổi, bắt đầu dự kiến về hưu. Nhưng chưa có ai được xác định là người kế nhiệm của ông. Von der Goltz là ứng cử viên sáng giá nhất; tuy nhiên, Hoàng đế không ưa thích ông này. Một sủng thần của Hoàng đế là Helmuth von Moltke Nhỏ. Về sau, ông ta đã trở thành Tổng tham mưu trưởng khi Schlieffen nghỉ hưu. Trong thời gian vắng mặt của Schlieffen sau khi bị ngựa đá, Moltke đã nảy sinh những ý tưởng của mình. Ông ta đồng lòng với các ý tưởng của Schlieffen nhưng không đồng tình ở một số chi tiết. Vì thế, Moltke đã thực hiện một số sửa đổi không đáng kể. Sau khi Schlieffen trở lại, ông quả quyết rằng Đức chỉ có thể đánh bại Pháp bằng một đòn bọc sườn xuyên qua Bỉ. Biết vậy nhưng Moltke vẫn biến đổi kế hoạch của ông. Kế hoạch Schliueffen đã được áp dụng không thành công trong cuộc Chiến tranh thế giới thứ nhất. Schlieffen đã không còn sống để nhìn thấy bản kế hoạch của mình bị phá sản.

## Ảnh hưởng

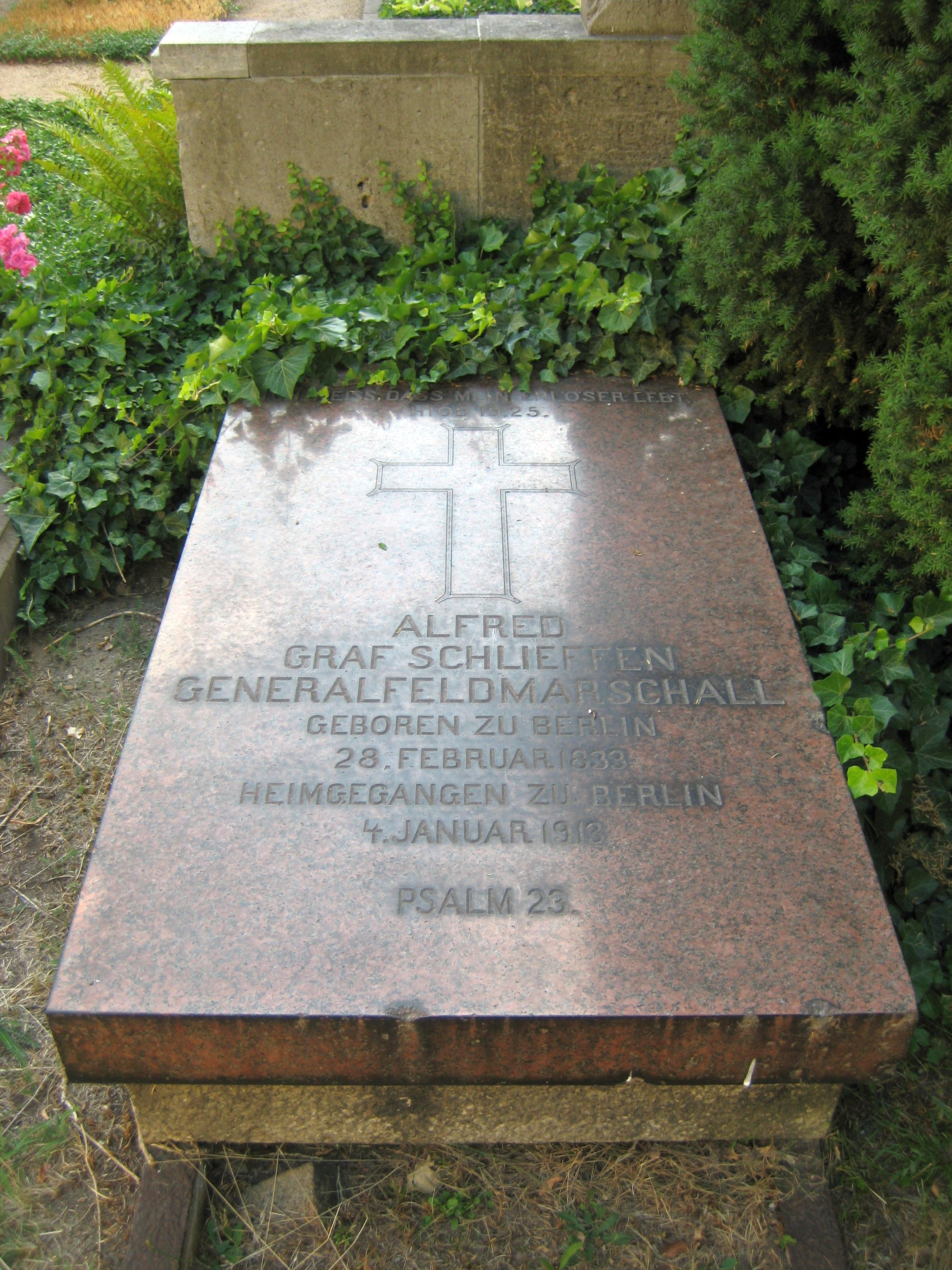
Mộ ông tại Nghĩa trang Invalidenfriedhof, Berlin

Schlieffen có lẽ là nhà chiến lược nổi tiếng nhất trong thời đại của ông, dù bị chỉ trích vì "Chủ nghĩa kinh viện quân sự" thiển cận của mình.
Các học thuyết chiến dịch của Schlieffen sẽ gây ảnh hưởng sâu sắc trong sự phát triển của phương thức chiến tranh cơ động vào thế kỷ 20, nhất là qua chuyên luộn có ảnh hưởng lớn của mình, Cannae Lưu trữ ngày 11 tháng 3 năm 2007 tại Wayback Machine, trong đó nói về một trận đánh cổ đại vào năm 216 trước Công nguyên trong đó Hannibal đánh tan quân La Mã. Cannae có hai mục tiêu chính. Thứ nhất, tác phẩm này thể hiện bằng văn xuôi những ý niệm của Schlieffen về cơ động trong chiến tranh, đặc biệt là vận động hợp vây, cùng với những nguyên tắc của chiến tranh. Thứ hai, đây là tài liệu tham khảo của Bộ Tổng tham mưu, Học viện Chiến tranh, và của toàn bộ Quân đội Đức. Các học thuyết của ông được nghiên cứu tường tận, nhất là trong các học viện quân sự cấp cao của Hoa Kỳ và châu Âu sau Chiến tranh thế giới thứ nhất. Các nhà lý luận quân sự Hoa Kỳ cũng đánh giá cao ông đến mức mà công trình nghiên cứu tiêu biểu nhất, Cannae, đã được dịch tại Pháo đài Leavenworth, và được phân phát trong Quân động và cộng đồng hàn lâm của Hoa Kỳ.
Không những là một nhà quân sự lớn, con người Schlieffen còn có những đặc điểm nổi bật không được biết đến nhiều. Như chúng ta đã biết, ông là một chiến lược gia. Khác Tổng tham mưu trưởng Waldersee, Schlieffen không tham gia trong chính trị, và khác với Moltke Lớn trước kia, ông cũng không thông thạo về nghệ thuật. Thay vì đó, ông tích cực thực hiện các nhiệm vụ của Bộ Tổng tham mưu Đức. Những trọng trách này bao gồm việc chuẩn bị các kế hoạch chiến tranh, và tạo cho Quân đội Đức tinh thần sẵn sàng chiến đấu. Ông dành thời gian cho việc huấn luyện, giáo dục quân sự, và ứng dụng công nghệ hiện đại vào các mục đích và việc lập kế hoạch chiến lược. Điều hiển nhiên là Schlieffen đã tham gia rất nhiều trong việc chuẩn bị và vạch kế hoạch cho một cuộc chiến trong tương lai. Ông cho rằng một trong những trách nhiệm hàng đầu của ông là phải chuẩn bị cho các sĩ quan trẻ tuổi khả năng chấp nhận nhiệm vụ và suy nghĩ sáng tạo hơn. Ông thường giao cho các sĩ quan trẻ tuổi nhiệm vụ không những lập kế hoạch diễn tập mà còn điều khiển các cuộc diễn tập của binh lính.
Nhìn nhận về các chiến thuật của Schlieffen, tướng Walter Bedell Smith, tham mưu trưởng của tướng Mỹ Dwight D. Eisenhower, Tổng tư lệnh Lực lượng Viễn chinh Đồng Minh trong Chiến tranh thế giới thứ hai, đã chỉ ra rằng, Eisenhower và các sĩ quan tham mưu của ông, sản phẩm của các học viện cấp cao ở Mỹ, đều "thấm nhuần ý tưởng về phương thức vận động rộng rãi, táo bạo để giành những kết quả quyết định này".
Tướng Erich Ludendorff, một hậu sinh của Schlieffen đã áp dụng những lời dạy về chiến thuật bao vây tiêu diệt trong Trận Tannenberg năm 1914, nổi tiếng là đã từng khen ngợi Schlieffen như "một trong những chiến binh vĩ đại nhất từ trước đến nay".
Tướng Erich Ludendorff, một hậu sinh của Schlieffen đã từng áp dụng những lời dạy của ông về chiến thuật hợp vây trong trận Tannenberg, nổi tiếng là đã từng ca ngợi Schlieffen như "một trong những chiến binh vĩ đại nhất từ trước tới giờ."
Một thời gian dài sau khi ông mất, các sĩ quan Bộ Tổng tham mưu Đức trong thời kỳ giữa hai cuộc thế chiến và Chiến tranh thế giới thứ hai, đặc biệt là tướng Hans von Seeckt, cũng chịu ảnh hưởng lớn từ các học thuyết chiến dịch của Schlieffen trong quá trình phát triển học thuyết Chiến tranh Chớp nhoáng.

## Danh ngôn
- "Một người sinh ra, chứ không phải được bổ nhiệm, là một nhà chiến lược."—Schlieffen
- "Để chiến thắng, ông nhất thiết phải mạnh hơn đối phương ở một điểm quan trọng. Hy vọng duy nhất của chúng ta về điều này nằm ở sự lựa chọn chiến dịch của chính chúng ta, chứ không nằm ở việc chờ những cái mà kẻ thù chọn lựa cho mình."—Schlieffen